# Betlen Gyula
Betlen Gyula, született Weisz Gyula (Budapest, 1879. május 8. – Budapest, 1963. szeptember 12.) magyar szobrász, éremművész.

## Életpályája
Weisz Gábor és Grünbaum Emma fia. Tanulmányait az Iparművészeti Iskolában végezte el Mátrai Lajos György és Lórántfi Antal tanítványaként. Ezután Párizsba utazott, és itt folytatta tanulmányait. 1901-től állította ki műveit. 1904-től haláláig a fővárosban élt és dolgozott. 1915–1939 között rajztanárként tevékenykedett a fővárosi iparrajziskolában. Az 1920-as, 1930-as években leginkább emlékműveket készített. Felesége Boór Emília Klotild volt, akivel 1916. július 2-án Budapesten kötött házasságot.

## Művei
- I. világháborús emlékfal (Gárdony-Agárd)
- Tóth család sírboltja (Budapest, 1907)
- Fekete József-emléktábla (Budapest, 1910)
- Kereskedelem és ipar (Debrecen, 1911)
- Glóbuszt tartó nők (Debrecen, 1911)
- A Kereskedelmi és Iparkamara épületének fríze (Debrecen, 1911)
- Kossuth-emlékmű (Nyíregyháza, 1912)
- I. világháborús emlékmű (Berhida, 1926)
- I. világháborús emlékmű (Mórahalom, 1927)
- Patrona Hungariae (Miskolc, 1939)
- Pihenő lány

## Díjai
- Az Éremkedvelők Egyesülete plakettpályázatának 2. díja (1906)